# Divorce (série télévisée, 2016)
Pour les articles homonymes, voir Divorce (homonymie).
Divorce est une série télévisée américaine en 24 épisodes de 30 minutes créée par Sharon Horgan, et diffusée entre le 9 octobre 2016 et le 5 août 2019 sur HBO et au Canada sur HBO Canada.
En France, la série est diffusée depuis le 10 octobre 2016 sur OCS City, au Québec depuis le 28 décembre 2016 sur Super Écran et en Belgique à partir du 12 janvier 2017 sur Be tv. Elle reste encore inédite en Suisse. Elle est disponible en France depuis le 11 juin 2024 sur le service de streaming HBO MAX.

## Distribution

### Acteurs principaux
- Sarah Jessica Parker (VF : Martine Irzenski) : Frances
- Thomas Haden Church (VF : Patrick Béthune puis Philippe Vincent) : Robert
- Molly Shannon (VF : Isabelle Ganz) : Diane
- Talia Balsam (VF : Danièle Douet) : Dallas
- Tracy Letts (VF : Christian Gonon) : Nick
- Sterling Jerins (en) (VF : Clara Quilichini) : Lila
- Charlie Kilgore (VF : Martin Faliu) : Tom

### Acteurs récurrents
- Jemaine Clement (VF : Bernard Gabay) : Julian Renaut
- Yul Vazquez (VF : Jérôme Frossard) : Craig
- Keisha Zollar : (VF : Youna Noiret) : Grace
- Alex Wolff : Cole Holt
- Dean Winters (VF : Pierre Tessier) : Tony Silvercreek
- Jeffrey DeMunn (VF : Christian de Smet) : Max Brodkin
- Jorge Chapa (VF : Diego Asensio) : Sebastian
- Danny Garcia (VF : Benjamin Penamaria) : Gabriel
- Jim Bracchitta (VF : Guillaume Lebon) : George Valdito
- Becki Newton (VF : Barbara Beretta) : Jackie (à partir de la saison 2)
- Steven Pasquale (VF : Damien Boisseau) : Andrew (à partir de la saison 2)

- Version française
  - Société de doublage : Lylo Post Production[8],[9]
  - Direction artistique : Barbara Tissier[8],[9] (saison 1) puis Isabelle Ganz[9] (saison 2)
  - Adaptation des dialogues : Pierre-Édouard Dumora et Emilie Barbier[9]

 Source et légende : version française (VF) sur RS Doublage et Doublage Séries Database.

## Production

### Développement
En décembre 2014, la chaîne câblée HBO annonce le développement du projet de série comique de Sharon Horgan avec Sarah Jessica Parker en tête d'affiche,. Le 16 avril 2015, HBO annonce officiellement après le visionnage du pilote, la commande du projet de série,.
Le 26 mai 2016, le lancement de la série est annoncée pour l'automne 2016 et que la première saison sera composée de huit épisodes,. Le 30 juillet 2016, HBO dévoile la date pour le 9 octobre 2016.
Le 14 novembre 2016, HBO annonce la reconduction de la série pour une deuxième saison de dix épisodes,.
Le 2 novembre 2018, la série est renouvelée pour une troisième saison de six épisodes. Liz Tuccillo sera la nouvelle showrunner alors que Becki Newton est promue à la distribution principale. Le 1er juillet 2019, HBO annonce que cette troisième saison sera la dernière.

### Casting
L'annonce du casting a débuté le 19 décembre 2014, avec l'arrivée de Sarah Jessica Parker dans le rôle de Frances. Le 6 février 2015, Molly Shannon rejoint la série dans le rôle de Diane et Thomas Haden Church dans celui de Robert et mari de Frances. Le 1er décembre 2015, Sterling Jerins (en), obtient le rôle de la fille de Frances et Robert.
En avril 2017, l'actrice Becki Newton, révélée par la série télévisée Ugly Betty, rejoint la distribution à partir de la seconde saison dans le rôle de Jackie, une agente immobilière à succès.

### Tournage
La série est tournée dans la ville de Tarrytown dans l'État de New York aux États-Unis.

## Épisodes

### Première saison (2016)
1. Pilote (Pilot)
2. Le Lendemain (Next Day)
3. Conseil conjugal (Counseling)
4. Médiation (Mediation)
5. Gustav (Gustav)
6. Noël (Christmas)
7. Des projets pour le weekend (Weekend Plans)
8. L'Église (Church)
9. Encore une réception (Another Party)
10. La Détente (Détente)

### Deuxième saison (2018)
Elle est diffusée depuis le 14 janvier 2018.
1. Insomnie (Night Moves)
2. Alors, contente? (Happy Now?)
3. Ça vaut le coup (Worth It)
4. Ohio (Ohio)
5. Briser la glace (Breaking the Ice)
6. Pris en flag (Losing It)
7. Adjugé, vendu! (Going, Going… Gone)
8. Encore et toujours seule (Alone Again, Naturally)

### Troisième saison (2019)
Cette saison de six épisodes est diffusée depuis le 1er juillet 2019.
1. Charred
2. Miami (Miami)
3. Une absence de symétrie (Gaps & Bunches)
4. Manque de savoir-vivre (Bad Manners)
5. Matchs à l'extérieur (Away Games)
6. Toc toc (Knock Knock)